# Supercopa de España de Baloncesto 1984
La Supercopa de España de Baloncesto o Copa Federación 1984 fue la 1.ª edición desde su fundación. Se disputó en el Polideportivo Municipal de Alcora de Alcora el 13 de febrero de 1985.

## Equipos participantes
| Equipo          | Clasificación                | Participación |
| --------------- | ---------------------------- | ------------- |
| Real Madrid     | Campeón de Liga ACB 1983-84  | 1º            |
| CB CAI Zaragoza | Campeón de Copa del Rey 1984 | 1º            |

## Final
| 13 de febrero de 1985, 19:00 | Real Madrid                                                                     | 101–61                             | CB CAI Zaragoza                                             | |  |
| 19:00 GTM+1                  | Marcador por tiempos: 48–27, 53–34                                              | Marcador por tiempos: 48–27, 53–34 | Marcador por tiempos: 48–27, 53–34                          | |  |
|                              | Estadísticas Juanma López Iturriaga 21 Fernando Romay 8 Juan Antonio Corbalán 2 | Pts Reb Asts                       | Estadísticas Claude Riley 21 Claude Riley 7 Fernando Arcega | Pabellón: Polideportivo Municipal de Alcora, Alcora Asistencia: 3.500 espectadores Árbitros: Vicente Sanchís Vicente Abellán |  |

| Campeón de la Supercopa de España 1984 |
| -------------------------------------- |
| Real Madrid 1º título                  |